# Salpingogaster
Salpingogaster là một chi ruồi trong họ Syrphidae.